# Campeonato Sudamericano de Voleibol Femenino de 2013
El Campeonato Sudamericano de Voleibol Femenino de 2013 fue la XXX edición del máximo torneo de selecciones femeninas de voleibol pertenecientes a la Confederación Sudamericana de Voleibol (CSV) se realizó en Ica, Perú del 16 al 22 de septiembre de 2013.

## Equipos participantes
- Argentina
- Brasil
- Perú
- Colombia
- Chile
- Venezuela

## Fase única
El torneo se disputó en una fase única todos contra todas en 5 jornadas.

### Clasificación
| Pos | Equipo    | PJ | PG | PP | SG | SP | DS  | Pts |
| --- | --------- | -- | -- | -- | -- | -- | --- | --- |
| 1   | Brasil    | 5  | 5  | 0  | 15 | 0  | +15 | 15  |
| 2   | Argentina | 5  | 4  | 1  | 12 | 7  | +5  | 11  |
| 3   | Perú      | 5  | 3  | 2  | 10 | 9  | +1  | 8   |
| 4   | Colombia  | 5  | 2  | 3  | 10 | 10 | 0   | 8   |
| 5   | Venezuela | 5  | 1  | 4  | 6  | 12 | -6  | 3   |
| 6   | Chile     | 5  | 0  | 5  | 0  | 15 | -15 | 0   |

| – | Clasificado al Campeonato Mundial de Voleibol Femenino de 2014 |

### Resultados
- Las horas indicadas corresponden al huso horario local de Perú: UTC-5.

- Sede: Coliseo Cerrado de Ica

| Fecha    |           | Resultado |           | Set    | Set   | Set   | Set   | Set   | Puntuación Total |
| Fecha    | 1         | Resultado | 2         | 3      | 4     | 5     |       |       | Puntuación Total |
| -------- | --------- | --------- | --------- | ------ | ----- | ----- | ----- | ----- | ---------------- |
| 18-09-13 | Brasil    | 3 – 0     | Chile     | 25-10  | 25-5  | 25-4  | -     | -     | 75 – 19          |
| 18-09-13 | Argentina | 3 – 2     | Colombia  | 19-25  | 31-29 | 11-25 | 25-12 | 15-11 | 101 – 102        |
| 18-09-13 | Perú      | 3 – 1     | Venezuela | 22-25  | 25-19 | 25-15 | 25-16 | -     | 97 – 75          |
| 19-09-13 | Argentina | 3 – 1     | Venezuela | 18–25  | 25–14 | 25–18 | 25–16 | -     | 93 – 73          |
| 19-09-13 | Brasil    | 3 – 0     | Colombia  | 25-13  | 25-14 | 25-18 | -     | -     | 75 – 45          |
| 19-09-13 | Perú      | 3 – 0     | Chile     | 25-14  | 25–20 | 25-19 | -     | -     | 75 – 53          |
| 20-09-13 | Venezuela | 3 – 0     | Chile     | 25-11  | 25-20 | 25-22 | -     | -     | 75 – 53          |
| 20-09-13 | Brasil    | 3 – 0     | Argentina | 25-16  | 25-13 | 25-7  | -     | -     | 75 – 36          |
| 20-09-13 | Perú      | 3 – 2     | Colombia  | 16-25  | 25-27 | 25-20 | 25-22 | 15-13 | 106 – 107        |
| 21-09-03 | Colombia  | 3 – 0     | Chile     | 25-18  | 25-23 | 25-19 | -     |       | 75 – 60          |
| 21-09-03 | Brasil    | 3 – 0     | Venezuela | 25-20  | 25-20 | 25-17 | -     |       | 75 – 57          |
| 21-09-03 | Perú      | 1 – 3     | Argentina | 23- 25 | 17-25 | 25-23 | 20-25 |       | 88–92            |
| 22-09-03 | Argentina | 3 – 0     | Chile     | 25-19  | 25-23 | 25-22 | -     |       | 75 - 64          |
| 22-09-03 | Colombia  | 3 – 1     | Venezuela | 22-25  | 25-19 | 25-21 | 25-22 |       | 97 – 87          |
| 22-09-03 | Perú      | 0 – 3     | Brasil    | 8-25   | 17-25 | 8-25  | -     |       | 33 – 75          |

## Posiciones finales
| Rank              | Team      |
| ----------------- | --------- |
| Medalla de oro    | Brasil    |
| Medalla de plata  | Argentina |
| Medalla de bronce | Perú      |
| 4                 | Colombia  |
| 5                 | Venezuela |
| 6                 | Chile     |

|  | Clasificación directa para el Mundial                      |
|  | Clasificación para el Torneo de clasificación sudamericano |

## Premios Individuales
| Distinción             | Nombre             |
| ---------------------- | ------------------ |
| MVP                    | Madelaynne Montaño |
| Mejor Atacante Opuesta | Sheilla Castro     |
| Mejor Central          | Fabiana Claudino   |
| Mejor Central          | Mirtha Uribe       |
| Mejor Armadora         | Ahizar Zuniaga     |
| Mejor Atacante Punta   | Fernanda Garay     |
| Mejor Atacante Punta   | Karla Ortiz        |
| Mejor Líbero           | Fabiana Oliveira   |